# Ligné (Charente)
Ligné é uma comuna francesa na região administrativa da Nova Aquitânia, no departamento de Charente. Estende-se por uma área de 7,97 km². Em 2010 a comuna tinha 159 habitantes (densidade: 19,9 hab./km²).